# Paul Jaeschke
Carl Otto Ferdinand Paul Jaeschke (* 4. August 1851 in Breslau; † 27. Januar 1901 in Tsingtau) war ein deutscher Marineoffizier, zuletzt Kapitän zur See sowie Gouverneur des deutschen Schutzgebietes Kiautschou (19. Februar 1899 – 27. Januar 1901).

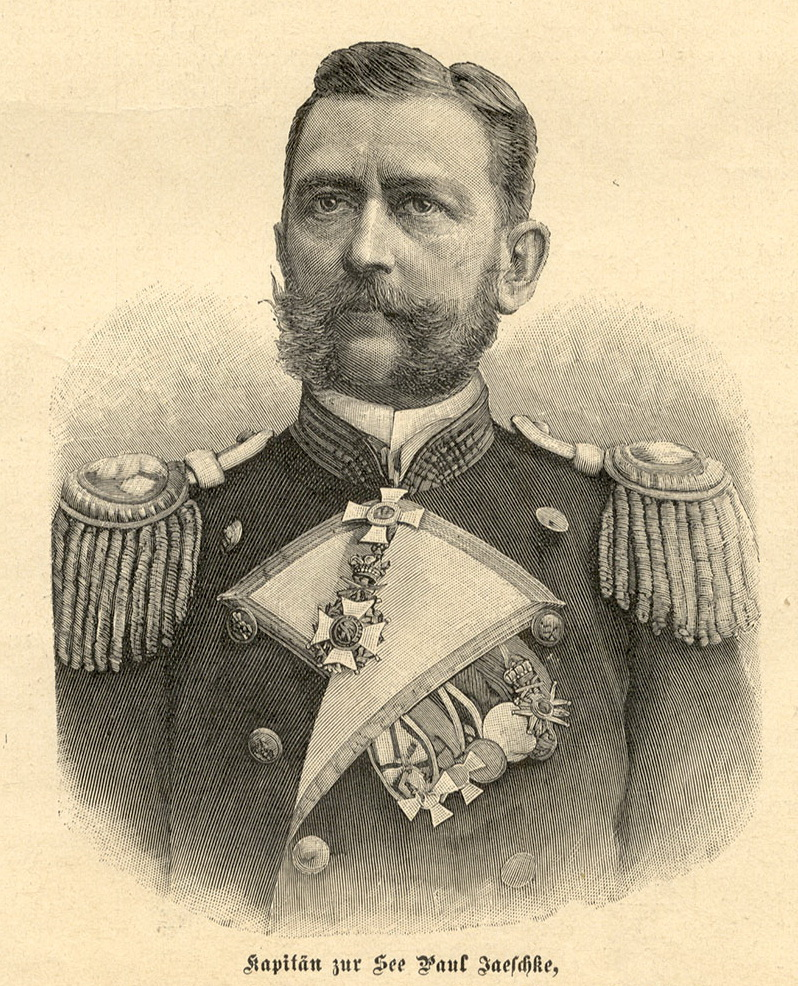
P. Jaeschke - Gouverneur der deutschen Kolonie Kiautschou/Tsingtau

Gouverneurflagge

## Militärische Laufbahn
Paul Jaeschke wurde als Sohn eines Bankiers in Breslau geboren. Er besuchte das Gymnasium lediglich bis zur Obersekundareife. Mit bestandener Einjährigen Prüfung, trat er am 26. April 1868 als Seekadett in die Marine des Norddeutschen Bundes ein. Mit dem Seekadettenschulschiff Niobe besuchte er von Juli 1868 bis Juni 1869 die Afrikanischen Atlantikinseln und Westindien. Am 18. November 1875 wurde er zum Leutnant zur See befördert und in der Folge durchlief er verschiedene Land- und Seeverwendungen, die auch Auslandsverwendungen (zum Beispiel 1875 mit der Augusta auf der Auslandsstation für die Ostküste Nordamerikas und das Gebiet Westindien) beinhalteten. Am 16. April 1881 wurde er zum Kapitänleutnant befördert und Referent in der Inspektion des Torpedowesens. Von 1886 bis 1888 war Jaeschke Kommandant des Kanonenboots Wolf auf der Ostasiatischen Auslandsstation. Am 15. November 1888 wurde er zum Korvettenkapitän befördert und im selben Jahr Kommandeur der Torpedoabteilung in Kiel.
Von 1892 bis 1895 war Jaeschke im Reichsmarineamt Chef der Zentralabteilung. 1895 wurde er Kapitän zur See.
Im April 1895 wurde er Kommandant der zum Panzerschiff II. Klasse umklassifizierten Panzerfregatte Kaiser und wurde nach Ostasien kommandiert. Die Kaiser wurde das Flaggschiff der Kreuzerdivision unter Konteradmiral Paul Hoffmann und besuchte im Frühjahr 1896 die Kiautschoubucht. Im Mai 1896 wurde er zurück nach Berlin beordert, um die Auslandsabteilung im Oberkommando der Marine zu übernehmen. Am 10. Oktober 1898 wurde er von Alfred von Tirpitz zum zweiten Gouverneur das Pachtgebietes Kiautschou ernannt, er traf allerdings erst am 18. Februar 1899 in Tsingtau ein. Jaeschke starb am 27. Januar 1901 an einer Typhuserkrankung. Er wurde auf dem Europäerfriedhof in Tsingtau beerdigt.

## Familie
Jaeschke war zweimal verheiratet. Seine erste Frau Helenita geborene von Lindemann  (1859–1893) lernte er 1875 auf St. Thomas kennen, sie war die Nichte des deutschen Konsuls Wantzelius und eine Urenkelin des königlich-sächsischen Majors Ferdinand Levin von Lindemann. Sie starb allerdings am 16. Juli 1893 in Hamburg. Aus der Ehe gingen ein Sohn und eine Tochter hervor.
Am 24. März 1900 heiratete Jaeschke seine zweite Frau Helene (geborene Wollny) in Hongkong – sie hatten keine Kinder.

## Sonstiges

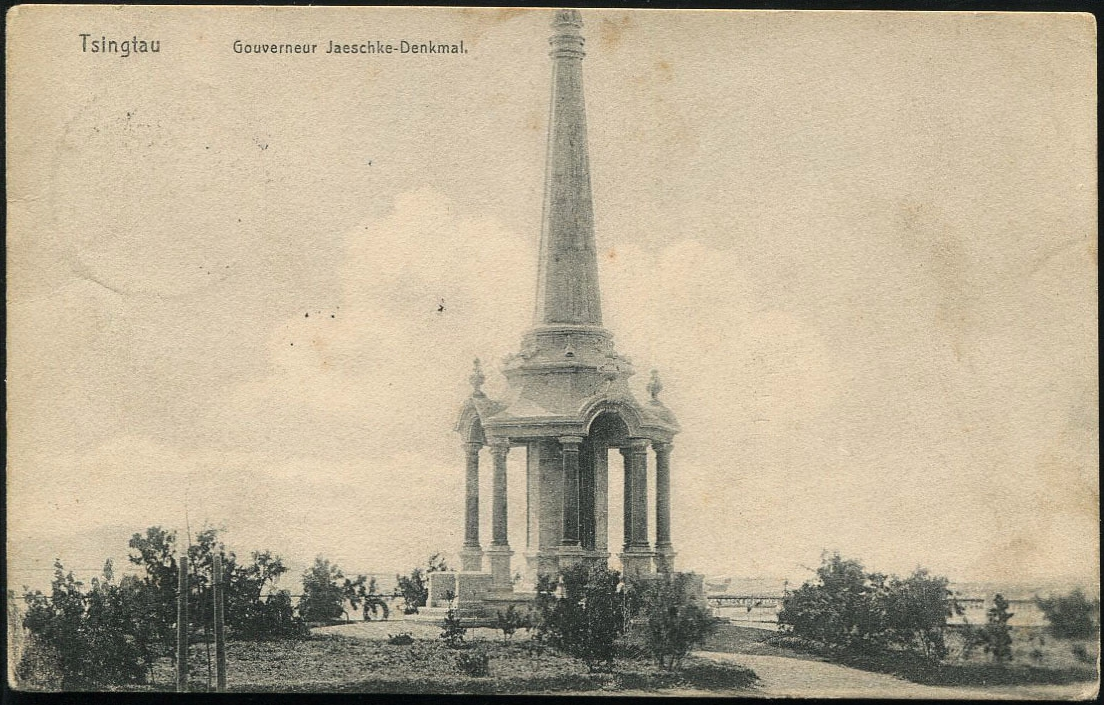
Gouverneur-Jaeschke-Denkmal (vor 1914)

- Er ist Namensgeber des Schiffes Gouverneur Jaeschke.
- Das Kap „Evelyn“ am Südeingang der Kiautschoubucht wurde ihm zu Ehren in Kap „Jaeschke“ umbenannt.
- Am Kaiser-Wilhelm-Ufer (heute Taiping-Straße) in Tsingtau wurde ihm zu Ehren das Gouverneur-Jaeschke-Denkmal errichtet.